# Rómulo Cosse
Rómulo Cosse (Lavalleja, Uruguay, 1938-2017) fue un docente, investigador y escritor uruguayo.
Especializado en ficción, fue autor de varios libros entre los que se destaca Siglo de Oro. Sociedad, pensamiento y literatura. El teatro.
Además publicó trabajos en la revista de la Academia sobre Juan Carlos Onetti y sobre Mario Levrero.

## Libros
- Siglo de Oro. Sociedad, pensamiento y literatura